# Tengoku Daimakyou
Tengoku Daimakyou (天国大魔境, Tengoku Daimakyō, bra: O Paraíso Ilusório) é uma série de mangá japonesa escrita e ilustrada por Masakazu Ishiguro. É serializada na revista de mangá seinen da Kodansha, Monthly Afternoon, desde janeiro de 2018. Uma adaptação para anime da Production I.G está programada para estrear em abril de 2023.

## Enredo
No mundo exterior, quinze anos se passaram desde um desastre sem precedentes que destruiu completamente a civilização moderna. Um grupo de crianças vive em uma instalação isolada do mundo exterior. Um dia, um deles, uma garota chamada Tokio, recebe uma mensagem que diz "Você quer sair?" Mimihime, outra garota que mora na mesma instalação, tem uma previsão e diz a Tokio chateada que duas pessoas virão de fora para salvá-la, uma das quais tem o mesmo rosto, enquanto o diretor da escola diz a ela que o lado de fora mundo é o inferno. Enquanto isso, um garoto chamado Maru, que se parece com Tokio, está viajando por um Japão devastado com uma garota chamada Kiruko, em busca do paraíso.

## Personagens
Maru (マル)
Voz de: Gen Satō
Kiruko (キルコ)
Voz de: Sayaka Senbongi
Tokio (トキオ)
Voz de: Hibiku Yamamura
Kona (コナ)
Voz de: Toshiyuki Toyonaga
Mimihime (ミミヒメ)
Voz de: Misato Fukuen
Shiro (シロ)
Voz de: Shunsuke Takeuchi
Kuku (クク)
Voz de: Tomoyo Kurosawa
Anzu (アンズ)
Voz de: Misato Matsuoka
Taka (タカ)
Voz de: Yūki Shin
Robin Inazaki (稲崎 露敏, Inazaki Robin)
Voz de: Kazuya Nakai
Enchō (園長)
Voz de: Masako Isobe
Sawatari (猿渡)
Voz de: Tadashi Mutou
Aoshima (青島)
Voz de: Atsumi Tanezaki

## Mídia

### Mangá
Tengoku Daimakyou é escrito e ilustrado por Masakazu Ishiguro. É serializado na revista de mangá seinen da Kodansha, Monthly Afternoon, desde 25 de janeiro de 2018. A Kodansha reuniu seus capítulos em volumes tankōbon individuais. O primeiro volume foi lançado em 23 de julho de 2018; um vídeo promocional, dirigido por Tasuku Watanabe, para o primeiro volume foi lançado na mesma data. Em 23 de julho de 2025, doze volumes haviam sido lançados.
Na América do Norte, a série é licenciada para lançamento em inglês pela Denpa. O primeiro volume foi lançado em 31 de dezembro de 2019. No Brasil, o mangá foi intitulado O Paraíso Ilusório e é publicado pela Panini sob o selo da Planet Manga. O primeiro volume foi lançado em outubro de 2022, com os outros volumes sendo lançados de forma bimestral.
| N.º | Japonês                 | Japonês           | Português               | Português         |
| N.º | Data de lançamento      | ISBN              | Data de lançamento      | ISBN              |
| --- | ----------------------- | ----------------- | ----------------------- | ----------------- |
| 1   | 23 de julho de 2018     | 978-4-06-511976-1 | 18 de outubro de 2022   | 978-65-5982-817-3 |
| 2   | 22 de março de 2019     | 978-4-06-514744-3 | 31 de dezembro de 2022  | 978-65-5982-574-5 |
| 3   | 23 de outubro de 2019   | 978-4-06-517266-7 | 26 de janeiro de 2023   | 978-65-259-1446-6 |
| 4   | 22 de maio de 2020      | 978-4-06-519470-6 | 14 de abril de 2023     | 978-65-259-1168-7 |
| 5   | 23 de dezembro de 2020  | 978-4-06-521725-2 | 7 de junho de 2023      | 978-65-259-1004-8 |
| 6   | 21 de julho de 2021     | 978-4-06-524049-6 | 11 de agosto de 2023    | 978-65-259-0764-2 |
| 7   | 23 de março de 2022     | 978-4-06-527299-2 | 18 de novembro de 2023  | 978-65-259-0485-6 |
| 8   | 22 de novembro de 2022  | 978-4-06-529589-2 | 30 de dezembro de 2023  | 978-65-259-2277-5 |
| 9   | 22 de junho de 2023     | 978-4-06-531944-4 | 19 de fevereiro de 2024 | 978-65-259-2086-3 |
| 10  | 22 de fevereiro de 2024 | 978-4-06-534205-3 | 31 de julho de 2024     | 978-65-259-1608-8 |
| 11  | 22 de outubro de 2024   | 978-4-06-537054-4 | 13 de maio de 2025      | 978-65-259-3512-6 |
| 12  | 23 de julho de 2025     | 978-4-06-540046-3 | —                       | —                 |

### Anime
Uma adaptação para anime produzida pela Production I.G foi anunciada em 18 de outubro de 2022. A série será dirigida por Hirotaka Mori, com roteiros escritos por Makoto Fukami, desenhos de personagens feitos por Utsushita do Minakata Laboratory e música composta por Kensuke Ushio. Está programado para estrear em 1 de abril de 2023, na Tokyo MX e outras redes. A música tema de abertura, "Innocent Arrogance", é interpretada por BiSH, enquanto a música tema de encerramento, "Daremo Karemo Dokomo Nanimo Shiranai" (誰も彼も何処も何も知らない, "Ninguém Sabe Nada Sobre Ninguém, Em Nenhum Lugar."), é interpretada por ASOBI. A Disney Platform Distribution adquiriu a licença de distribuição do anime e transmitirá a série em todo o mundo no Disney+.

### Outras mídias
Um guia oficial foi lançado em 22 de novembro de 2022. Inclui informações detalhadas sobre o cenário, história e personagens da série e uma entrevista com Ishiguro.

## Recepção
Em dezembro de 2018, o mangá tinha mais de 130.000 cópias em circulação.
Tengoku Daimakyou ficou em primeiro lugar na classificação Kono Manga ga Sugoi! da Takarajimasha! de 2019 das 20 melhores séries de mangá para leitores do sexo masculino. Em dezembro de 2019, a revista Brutus listou Tengoku Daimakyou em sua lista de "Mangás Mais Perigosos", que incluía obras com os temas mais "estimulantes" e instigantes. Tengoku Daimakyou foi uma das obras recomendadas pelo júri no 24º e 25º Japan Media Arts Festival em 2021 e 2022, respectivamente.